# Фијат 500X
Фијат 500X (итал. Fiat 500X) је градски кросовер који производи италијанска фабрика аутомобила Фијат. Производи се од 2014. године.

## Историјат
Први пут је представљен на сајму аутомобила у Паризу 2. октобра 2014. године. Производи се у Фијатовој фабрици SATA (Società Automobilistica Tecnologie Avanzate) у граду Мелфи у Италији, заједно са Џип ренегејдом (енгл. Jeep Renegade) са ким дели платформу. 500X је заснован на платформи под називом GM Fiat Small platform, а коју користе и модели Фијат гранде пунто и Фијат 500Л.
500X се визуелно поистовећује са осталим припадницима фамилије 500. За разлику од неких конкурената, доступан је у две варијанте у погледу каросерије. Прва је урбан, односно сити верзија намењена онима који намеравају да се возе углавном по граду и ауто-путу, док је друга, крос, посвећена онима који преферирају вожњу изван путева. Највеће разлике су на браницима али и у погледу механике. 4×4 систем се уграђује само за крос верзије.
У понуди су бензински мотори од 1.4 (140 и 170 КС), 1.6 (110 КС), 2.4 (182 КС) и познати мултиџет дизел мотори од 1.3 (95 КС), 1.6 (120 КС) и 2.0 (140 КС).